# Trà Nú
Trà Nú is een xã in het district Bắc Trà My, een van de districten in de Vietnamese provincie Quảng Nam.
Trà Nú grenst in het zuiden aan districten Tây Trà en Trà Bồng van de provincie Quảng Ngãi.